# Nacional de México
El Nacional de México fue un equipo que participó en la Liga Mexicana de Béisbol con sede en la Ciudad de México, México.

## Historia
El Nacional fue uno de los equipos fundadores del circuito, participó únicamente durante una temporada en la Liga Mexicana de Béisbol. El equipo era dirigido por Genaro Casas. En su primera y única temporada terminaron en cuarto lugar con marca de 7 ganados y 7 perdidos a 3 juegos de diferencia del primer lugar. El siguiente año el equipo desapareció siendo esta la única ocasión en que apareció en el circuito.